# اتحادیه همکاری‌های منطقه‌ای حاشیه اقیانوس هند
اتحادیه همکاری‌های منطقه‌ای حاشیه اقیانوس هند (به انگلیسی: Indian Ocean Rim-Association for Regional Cooperation یا IOR-ARC) اساساً به عنوان ابتکار حاشیه اقیانوس هند شناخته می‌شد، یک سازمان بین‌المللی است که در سال ۱۹۹۷ با ابتکار هند و موریس آغاز به کار کرد.

## تاریخ بنیاد گذاری
تأسیس این سازمان در مارس ۱۹۹۵ در نشستی در کشور موریس که اکنون مقر این اتحادیه‌است، مورد تصویب قرار گرفت و بعداً در روزهای ۶و ۷ مارس ۱۹۹۷ رسماً آغاز به کار کرد.
اتحادیه همکاری‌های منطقه‌ای حاشیه اقیانوس هند دارای ۱۹ کشور عضو از سه قاره آسیا، آفریقا و اقیانوسیه می‌باشد که بیش از ۲ میلیارد نفر جمعیت جهان و ۲۰٫۵ میلیون کیلومتر مربع وسعت دارد.
اهداف این سازمان مواردی همچون تقویت رشد پایدار و توسعه متوازن در منطقه و بین اعضای اتحادیه، تمرکز بر آن حوزه از همکاری‌های اقتصادی که حداکثر فرصت‌ها را برای منافع مشترک و منافع متقابل فراهم می‌کند و گسترش آزادسازی تجاری و حذف موانع موجود بر سر راه جریان‌های تجارت، سرمایه و فناوری در منطقه اقیانوس هند اعلام شده‌است.
از لحاظ جغرافیایی، این اتحادیه وسعتی بیش از ۵/۲۰ میلیون کیلومتر مربع از سه قاره آسیا، آفریقا و اقیانوسیه را دربرگرفته و جمعیتی نزدیک به ۲ میلیارد نفر را در خود جای داده‌است. استرالیا، هند، ایران و آفریقای جنوبی از وسیع‌ترین کشورهای اتحادیه و هند، اندونزی، بنگلادش و ایران نیز از پرجمعیت‌ترین کشورهای اتحادیه مذکور به‌شمار می‌آیند.
اتحادیه همکاری‌های منطقه‌ای کشورهای حاشیه اقیانوس هند بر پایه بهبود و تسریع همکاری‌های اقتصادی و گردهمایی نمایندگان دولت، تجار و دانشگاه‌ها بنا شده و با در نظر گرفتن اصل چندجانبه گرایی در جهت گسترش تفاهم و همکاری سودمند دوجانبه از طریق اجماع نظر، نگرش تکاملی و عدم مداخله جویی تلاش کرده و اصولی را در مورد تمامی دول عضو به کار خواهد بست.
اهداف کلی اتحادیه مذکور نیز برپایه آزادسازی تجاری، تقویت همکاری‌های آموزشی، تکنولوژیکی و ایجاد تسهیلات تجاری و سرمایه‌گذاری با هدف تقویت روابط تجاری و اقتصادی بین کشورهای عضو تعریف شده‌است. مهم‌ترین پروژه‌های همکاری بین اعضا، ایجاد واحد حمایت از شیلات در خصوص همکاری در زمینه ماهیگیری و آبزیان، توسعه گردشگری، تشکیل شورای حمل و نقل دریایی، ایجاد مرکز علوم و انتقال فناوری است.
همچنین موضوع همکاری اعضا در خصوص منابع آلودگی اقیانوس هند، حفاظت محیط زیست و ذخایر اقیانوس هند، توسعه تجارت و سرمایه‌گذاری، انرژی، ایجاد پارک‌های فناوری مطرح است.

## ارکان و ساختار سازمانی
ساختاراتحادیه همکاری‌های منطقه‌ای حاشیه اقیانوس هند نیز عبارتند از:
- شورای وزیران که هر دو سال یکبار تشکیل جلسه می‌دهد Council of Ministers (COM)
- کمیته مقامات ارشد Committee of Senior Officials (CSO)
- مجمع تجاری حاشیه اقیانوس هند Indian Ocean Rim Business Forum (IORBF)
- گروه آکادمیک حاشیه اقیانوس هندIndian Ocean Rim Academic Group (IORAG)
- کارگروه تجارت و توسعه Working Group on Trade and Investment (WGTI)
- ستاد عالی اتحادیه همکاری‌های منطقه‌ای حاشیه اقیانوس هندIOR-ARC High Level Task Force

اعضای اتحادیه همکاری‌های منطقه‌ای حاشیه اقیانوس هند به دو دسته اعضای اصلی و اعضای ناظر و طرف گفتگو تقسیم می‌شوند.

## ارکان اتحادیه
- شورای وزیران

متشکل از وزیران کشورهای عضو که ریاست آن هر دو سال یک بار تغییر می‌کند و به‌طور معمول هر سال تشکیل می‌شود.
ایران از سال ۲۰۰۵ به مدت ۲ سال ریاست دوره‌ای اتحادیه را بر عهده داشت. با توجه به ریاست موفق ایران بر اتحادیه و همچنین مشکلات یمن برای میزبانی، ریاست ایران برای یک سال دیگر تمدید شد و هشتمین نشست اتحادیه در آوریل ۲۰۰۸ در تهران برگزار شد.
نشست مقامات ارشد متشکل از معاونین وزرای خارجه
- وظایف:

بررسی نحوه اجرای تصمیمات شورای وزیران
مشخص کردن اولویت‌ها در همکاری‌های اقتصادی
همکاری با مجمع تجاری، گروه دانشگاهی و گروه تجارت و سرمایه‌گذاری و بررسی نتیجه گزارش نشست گروه‌های سه‌گانه جهت ارائه به نشست شورای وزیران
بررسی و تأیید پروژه‌هایی که نیاز به حمایت مالی صندوق ویژه اتحادیه دارد.

## نشست روسای هیئت‌های دیپلماتیک
این نشست بیشتر در پرتوریا برگزار می‌شود
با توجه به ضرورت پیگیری توافقات، طرح‌ها و پروژه‌های همکاری در سطح اتحادیه، پیشنهاد تشکیل و برگزاری نشست گروه کاری سفراء کشورهای عضو اتحادیه در پرتوریا مورد تصویب قرار گرفت.
معاون وزیر خارجه ریاست دوره‌ای اتحادیه، مسئولیت ریاست این نشست را بر عهده دارد.
برخی از پروژه‌ها (مانند راهکارهای تقویت دبیرخانه) به صورت موردی در کمیته فرعی این نشست مورد بررسی قرار می‌گیرد.

## مجمع تجاری
متشکل از بخش‌های خصوصی و نهادهای اقتصادی است.
به عنوان یک بازوی مشورتی و اجرایی، نظریات بخش‌های خصوصی را برای توسعه بیشتر همکاری‌های اقتصادی بین شرکت‌ها به اجلاس مقامات ارشد و نهایتاً اجلاس وزراء ارائه می‌دهد.
اتاق بازرگانی و صنایع و معادن ایران مسئولیت پیگیری پروژه‌های این کمیته را عهده‌دار است.
مهمترین پروژه‌های مطروحه در این گروه:
توسعه گردشگری، تقویت خطوط کشتیرانی، توسعه همکاری در بخش IT، توسعه تجارت بین اعضا،

## گروه آکادمیک
متشکل از افراد دانشگاهی و نمایندگان بخش‌های آموزشی، پژوهشی است. با هدف تقویت کار تحقیقاتی در بین اعضا شکل گرفته‌است.
وزارت علوم، تحقیقات و فناوری مسئولیت پیگیری و اجرای برنامه‌ها و پروژه‌های این گروه را بر عهده دارد.
مسئولیت برگزاری نشست تبادل دانشگاهی یا UMIOR را نیز بر عهده دارد.
مهمترین پروژه‌های این گروه:
مطالعه منابع آلودگی اقیانوس هند، توسعه مدیریت آموزشی، انتقال تکنولوژی، کاهش بلایای طبیعی، مدیریت مناطق ساحلی و پیگیری نتایج نشست تبادل دانشگاهی

## گروه کاری تجارت و سرمایه‌گذاری
متشکل از نمایندگان دولتی از بخش‌های بازرگانی کشورهای عضو است. وزارت بازرگانی مسئولیت پیگیری و اجرای برنامه‌ها و پروژه‌های این گروه را برعهده دارد.
مهمترین پروژه‌های مطروحه در این گروه:
موافقتنامه تجارت ترجیحی (PTA)، حمایت از بخش شیلات، ترتیبات تسویه پرداخت‌ها (CPA)، رژیم‌های سرمایه‌گذاری، همکاری‌های گمرکی، توسعه استاندارد، مبارزه با آنفلوآنزای پرندگان و ایجاد بانک مشترک بین اعضا
1. دبیرخانه. مقر دبیرخانه اتحادیه در بندر لوئیس، پایتخت کشور موریس قرار دارد.

تصدی پست مدیر اجرایی دبیرخانه اتحادیه از ابتدای تأسیس تا کنون کایلش روحی (موریس)، دوداسلال دوسوروث (موریس)، شمس الدین (سریلانکا) و سرمدی تا آبان ماه ۱۳۹۰ و اکنون باغیرت (هند) بوده‌اند.
1. صندوق ویژه:طرح‌های مطالعاتی پروژه‌ها که مورد تأیید کمیته مقامات ارشد قرار گرفته، می‌توانند از امکانات این صندوق بهره‌مند شوند.

## مراکز زیر نظر اتحادیه
1. مرکز منطقه‌ای علوم و انتقال تکنولوژی (RCSTT)

این مرکز در سال ۲۰۰۸ با انعقاد یادداشت تفاهم بین دولت جمهوری اسلامی ایران و اتحادیه اقیانوس هند و با هدف ارتقاء سطح فناوری‌های نو و تبادل دانش و تجربیات بین کشورهای عضو ایجاد و در تهران تأسیس شد.
1. واحد حمایتی ماهیگیری (FSU) مقر آن در مراحل تأسیس در عمان است.
2. مرکز منطقه ای دریانوردی

این واحد نیز از مصوبات اتحادیه برای استقرار در عمان می‌باشد که هنوز اجرایی نشده‌است.

## کشورهای عضو
عبارتند از: آفریقای جنوبی، هندوستان،  ایران، سنگاپور، مالزی، اندونزی، تایلند، سریلانکا، استرالیا، امارات متحده عربی، عمان، یمن، بنگلادش، کنیا، موریس (مقر اتحادیه)، تانزانیا، ماداگاسکار، موزامبیک، سیشیل.
کشورهای چین، ژاپن، مصر، انگلستان و فرانسه از اعضای ناظر و طرف گفتگو اتحادیه هستند.

### اعضا
| کشورهای عضو       | تاریخ عضویت  |
| ----------------- | ------------ |
| استرالیا          | مارس ۱۹۹۵    |
| بنگلادش           | مارس ۱۹۹۹    |
| هند               | مارس ۱۹۹۵    |
| اندونزی           | سپتامبر ۱۹۹۶ |
| ایران             | مارس ۱۹۹۹    |
| کنیا              | مارس ۱۹۹۵    |
| ماداگاسکار        | سپتامبر ۱۹۹۶ |
| مالزی             | سپتامبر ۱۹۹۶ |
| موریس             | مارس ۱۹۹۵    |
| موزامبیک          | سپتامبر ۱۹۹۶ |
| عمان              | مارس ۱۹۹۵    |
| سیشل              | نوامبر ۲۰۱۱  |
| سنگاپور           | مارس ۱۹۹۵    |
| آفریقای جنوبی     | مارس ۱۹۹۵    |
| سری‌لانکا          | مارس ۱۹۹۶    |
| تانزانیا          | سپتامبر ۱۹۹۶ |
| تایلند            | مارس ۱۹۹۹    |
| امارات متحده عربی | مارس ۱۹۹۹    |
| یمن               | سپتامبر ۱۹۹۶ |

### طرف‌های گفتگو
کشورهای چین، ژاپن، مصر، بریتانیا ، فرانسه و آمریکا از اعضای ناظر و طرف گفتگو اتحادیه هستند:
- چین
- مصر
- فرانسه
- ژاپن
- بریتانیا
- ایالات متحده آمریکا

## هدف‌ها و آرمان
1. توسعه پایدار
2. همکاری‌های اقتصادی
3. بر طرف سازی مانع‌های سر راه همکاری‌های علمی و تجاری میان کشورها

## کوشش‌ها
کشورهای عضو در زمینه‌های مختلف حمل ونقل دریایی، شیلات، تجارت و سرمایه‌گذاری، علوم و انتقال فناوری، مدیریت ریسک، گردشگری با همدیگر همکاری می‌نمایند.
تاکنون سه مرکز منطقه‌ای وابسته به اتحادیه شامل:
1. مرکز علوم و انتقال فناوری در تهران،
2. واحد حمایت از ماهیگیری
3. شورای حمل ونقل دریایی در عمان شروع به‌کار کرده‌است.

این اتحادیه به انتشار اطلاعات در خصوص رژیم‌های تجاری و سرمایه‌گذاری اعضا با هدف کمک به فهم بهتر فرصت‌های سرمایه‌گذاری در درون این منطقه توسط تجار و صنعتگران اقدام می‌کند.
اهداف این سازمان مواردی همچون تقویت رشد پایدار و توسعه متوازن در منطقه و بین اعضای اتحادیه، تمرکز بر آن حوزه از همکاری‌های اقتصادی که حداکثر فرصت‌ها را برای منافع مشترک و منافع متقابل فراهم می‌کند و گسترش آزادسازی تجاری و حذف موانع موجود بر سر راه جریان‌های تجارت، سرمایه و فناوری در منطقه اقیانوس هند اعلام شده‌است.
فعالیت‌های اتحادیه همکاری‌های منطقه‌ای حاشیه اقیانوس هند برای همکاری شامل چندین پروژه و برنامه‌های کاری موضوعی است که توسط کشورهای عضو با هدف منافع مشترک انجام می‌شود. این برنامه‌ها تحت نظر سه کارگروه تجارت و سرمایه‌گذاری، مجمع تجاری حاشیه اقیانوس هند و گروه آکادمیک حاشیه اقیانوس هند قرار دارد.

## آخرین تحولات
در اولین اجلاس وزرای تجاری و اقتصادی در موریس مرداد ۱۳۹۲ تصمیمات تجاری گرفته شد
سیشل در سال ۱۹۹۹ به عضویت درآمد ولی ۲۰۰۳ خارج شد و مجدداً در ۲۰۱۱ هموند گردید.
در دوازدهمین اجلاس شورای وزیران اتحادیه ۸ تا ۱۲ آبان ماه ۱۳۹۱ در شهر گورگائون (دهلی) کمور سال ۲۰۱۲ عضو رسمی گردید و آمریکا شریک گفتگو شد.
یازدهمین اجلاس شورای وزیران امور خارجه کشورهای عضو اتحادیه همکاری‌های منطقه‌ای حاشیه اقیانوس هند ۲۴ آبان ۱۳۹۰ باحضور هیئت ایرانی (به سرپرستی معاون حقوقی بین‌المللی وزارت خارجه) در شهر بنگلور هند برگزار شد.
در اجلاس اتحادیه همکاری‌های منطقه‌ای حاشیه اقیانوس هند که با حضور وزرا و مقامات ارشد ۱۹ کشور عضو و ۵ کشور عضو ناظر طرف گفتگوی اتحادیه برگزارشد، مرتضی سرمدی دبیرکل ایرانی اتحادیه پس از سه سال پست خود را به دبیرکل جدید بهاجی رات از هند واگذار کرد.
قانون عضویت دولت جمهوری اسلامی ایران در اتحادیه همکاری منطقه‌ای کشورهای حاشیه اقیانوس هند» که در جلسه علنی روز یکشنبه مورخ نهم بهمن ماه یکهزار و سیصد و نود مجلس شورای اسلامی تصویب و در تاریخ ۲۶/۱۱/۱۳۹۰ به تأیید شورای نگهبان رسیده و طی نامه شماره ۷۴۷۰۰/۱۷۳ مورخ ۹/۱۲/۱۳۹۰ مجلس شورای اسلامی واصل و جهت اجراء ابلاغ گردیده‌است.